# Вениамин Каверин
Вениамин Александрович Каверин (на руски: Вениамин Александрович Каверин) е псевдоним на руския писател, прозаик, драматург, киносценарист Вениамин Александрович Зилбер (на руски: Вениамин Александрович Зильбер).

## Биография
Каверин завършва гимназия в Москва, учи арабистика в Института за чуждестранни езици в Петроград. През 1929 г. защитава кандидатска дисертация в Института по история на изкуството. Дисертацията е издадена като книга под заглавието „Барон Брамбеус. История Осипа Сенковского, журналиста, редактора Библиотеки для чтения“. Най-големият му брат Лев е учен микробиолог, имунолог, академик, сред създателите на вирусната теория за рака.
Първите литературни изяви на В. Каверин са през 192-те години в сборниците на групата „Серапионови братя“. Под това име печатат видни руски писатели от онова време: Всеволод Иванов, Михаил Зошченко, Константин Федин, поетът Николай Тихонов, Евгений Шварц. Най-близък на Каверин е Лев Лунц. Каверин и Лунц призовават руските писатели да се учат от западноевропейската литература.
По време на войната писателят е военен кореспондент на ТАСС и в. „Известия“. По своя молба е изпратен да отрази ежедневието на летците, моряците и подводничарите от Северния флот. Това му помага много при написването на втория том на книгата „Двамата капитани“. За нея през 1946 г. В. Каверин получава Сталинска награда.
Други негови произведения са:
- трилогията „Отворена книга“ (1953-1956) – за целите на науката, за характера на учения, за развитието на микробиологията – вдъхновена от живота и делото на микробиложката Зинаида Ермолева и нейният съпруг и брат на Каверин Лев Зилбер;
- повестта „Косият дъжд“ (1962);
- биографичната трилогия „Осветените прозорци“ (1978).

На 70 години написва най-добрата си книга – „Пред огледалото“ (1971), представяща задълбочен и проникновен роман за любовта.
Вениамин Каверин е награден със съветските ордени „Ленин“, „Червена звезда“, „Червено знаме“, „Дружба между народите“.